# Demi-anneau à droite
Cette page contient des caractères spéciaux ou non latins. S’ils s’affichent mal (▯, ?, etc.), consultez la page d’aide Unicode.
Ne doit pas être confondu avec Demi-rond droit (diacritique).
Le demi-rond droit supérieur ou demi-anneau à droite est une lettre additionnelle latine utilisée dans l’écriture du ktunaxa, du cahto, ou dans plusieurs translittérations : pour le hamza ‹ ء › de l’écriture arabe, pour l’aleph de l’hébreu.

## Utilisation
En ktunaxa, le demi-rond droit supérieur est utilisé aux États-Unis comme alternative à la lettre coup de glotte ‹ ʔ › utilisée au Canada.

## Voir
- Apostrophe